# Carrières-sous-Poissy
Carrières-sous-Poissy är en kommun i departementet Yvelines i regionen Île-de-France i norra Frankrike. Kommunen ligger i kantonen Poissy-Nord som tillhör arrondissementet Saint-Germain-en-Laye. År 2022 hade Carrières-sous-Poissy 19 951 invånare.

## Befolkningsutveckling
Antalet invånare i kommunen Carrières-sous-Poissy
| Referens: INSEE |